# Cheb Aziz
Cheb Aziz, né Bechiri Boudjemaa le 25 janvier 1968 à Constantine et mort assassiné le 20 septembre 1996 à Constantine, est un chanteur algérien. 

## Biographie
Cheb Aziz a popularisé le genre « chaoui », un genre originaire des régions de l’est algérien. Cheb Aziz commençait à faire apprécier la chanson chaouie en la popularisant auprès du public algérien. Grâce notamment à l’émission télévisée grand public « Leïlat el djazaïr » (les nuits algériennes), animées par Djallal, Cheb Aziz a commencé à se frayer un chemin dans un espace musical dominé par les vedettes du raï.
Cheb Aziz, marié à Selma, jeune étoile montante de la chanson algérienne, et père d'une fille nommée Manel née le 21 décembre 1994, est assassiné le 20 septembre 1996,. Dans le cadre de la guerre civile algérienne, il est le quatrième chanteur assassiné en Algérie par les groupes armés islamistes intégristes. Hormis le fait qu’à travers cet assassinat, les meurtriers recherchaient l’effet médiatique, il semble bien que les groupes armés islamistes intégristes cherchent à donner un coup d’arrêt au retour constaté des spectacles de variétés en Algérie.
Son ami d’enfance, Hassan Gheddab, dit Sammoura, se rappelle jusqu’à ce jour des moindres détails de cette nuit macabre. Une version publiée pour la première fois. «C’était le jeudi 19 septembre 1996, Aziz avait été invité à une fête de mariage par un ami de longue date, qui habitait le site de Carrière Gance, non loin de son quartier de Faubourg Lamy. Aziz m’avait demandé de l’accompagner, mais je lui avais conseillé de ne pas y aller. C’était trop dangereux», révèle Sammoura.

## Assassinat
Le prince des pauvres.
Son ami d’enfance, Hassan Gheddab, dit Sammoura, se rappelle jusqu’à ce jour des moindres détails de cette nuit macabre. Une version publiée pour la première fois. «C’était le jeudi 19 septembre 1996, Aziz avait été invité à une fête de mariage par un ami de longue date, qui habitait le site de Carrière Gance, non loin de son quartier de Faubourg Lamy. Aziz m’avait demandé de l’accompagner, mais je lui avais conseillé de ne pas y aller. C’était trop dangereux», révèle Sammoura.
Aziz est allé quand même vers 20h30. Il ne se doutait de rien. Il était là comme invité et non pas pour chanter comme cela a été évoqué dans certains articles de presse de l’époque. «Dans la soirée, vers 23h, au moment où il dînait, Aziz avait été approché par deux personnes, qui avaient demandé à lui parler. Il avait accepté de les suivre.
J’avais appris par la suite auprès de certains témoins que deux autres personnes l’attendaient dehors. Les quatre avaient emmené Aziz avec une autre personne surnommée Bezzou, vers une destination inconnue», poursuit-il. «J’étais en déplacement à Batna. A mon retour le lendemain, j’avais appris la triste nouvelle», se rappelle-t-il. Tôt dans la matinée du vendredi 20 septembre 1996, le corps d’Aziz avait été découvert sur la route de Djebel Ouahch par un agent de l’ADE, qui s’est déplacé sur le lieu pour ouvrir la vanne du réseau d’eau potable.
Ce dernier avait vite alerté les services de la police. Le corps, qui portait les traces de balles et de mutilations, avait été retrouvé sur un regard d’égout à environ 200 m du siège de la 12e sûreté urbaine, ouvert quelques mois auparavant. Avec son ancien ami Sammoura, El Watan est revenu sur les lieux du drame. Un site accidenté, d’accès difficile situé sur une descente entre Carrière Gance et Fedj Errih. «Aziz avait été emmené de Carrière Gance vers une forêt située en contrebas de Fedj Errih, où il aurait été abattu. Son corps avait été traîné par terre sur plusieurs centaines de mètres jusqu’au lieu où il avait été retrouvé», nous dira-t-on.
Des faits rapportés selon les témoignages de Bezzou qui a survécu à cette dure épreuve. Après l’identification du corps, la nouvelle de l’assassinat d’Aziz avait fait le tour de la ville, pour parvenir jusqu’aux wilayas de Skikda et de Sétif. Il avait des amis partout. Une foule impressionnante l’avait accompagné, dans la triste journée du samedi 21 septembre 1996, vers sa dernière demeure au cimetière de Djebel Ouahch, en présence des autorités, dont le wali de Constantine. Selon certains témoignages, Aziz avait été torturé par ses ravisseurs. Ces derniers ne seront jamais identifiés. Les raisons de son assassinat demeurent encore inconnues, mais il ne faisait aucun doute que les auteurs de cet acte n’étaient autres que des éléments du GIA. 
Enfance à Faubourg Lamy
De son vrai nom Bechiri Boudjemaâ, Aziz est né le 25 janvier 1968 dans une maison située à la rue Terki Youcef, dans le quartier populaire de l’Emir Abdelkader, plus connu par Faubourg Lamy. Il passera toute son enfance et sa jeunesse dans cette maison qui existe encore en contrebas de la station du téléphérique de l’Emir Abdelkader, avant que sa famille ne déménage vers Djebel Ouahch. Aziz est le cinquième enfant d’une famille nombreuse, modeste et conservatrice. Tous ceux qu’ils l’ont connu parlent d’un garçon calme, timide, discret, pas trop bavard, mais surtout bien éduqué et très apprécié par ses voisins. 
Il fera ses premières classes dans son quartier à l’école primaire Ibn Toufayl, avant de rejoindre le CEM Ben Badis, puis le lycée Redha Houhou. C’est durant la période du moyen et du secondaire qu’il commença à révéler ses talents de chanteur. Il s’est distingué d’abord dans l’animation des fêtes scolaires.
«Il avait une forte passion pour le chant, mais il avait surtout un don et une belle voix», évoque son ami Sammoura, qui rappelle ses premiers débuts artistiques avec Aziz à la fin des années 1980. «Nous avons formé notre premier groupe amateur ici à Faubourg Lamy ; nous faisions les répétitions avec des instruments rudimentaires sur le terrain Tennoudji,  moi j’étais joueur de derbouka, puis nous avons commencé à animer les fêtes de mariage avec des moyens vraiment modestes», révèle-t-il. Des débuts d’un jeune chanteur qui fera des émules quelques années plus tard.
Mais Aziz était connu surtout pour ses qualités humaines. Il chantait gratuitement dans les fêtes de mariage. Il avait même aidé de nombreuses personnes dans le besoin. On l’appelait le chanteur des pauvres ou le prince des chômeurs. Il était d’une grande générosité, aimé par tous et partout, un vrai artiste qui n’a jamais pensé à amasser de l’argent ou faire fortune. Il lui est arrivé de donner de l’argent à des nécessiteux, alors qu’il n’avait même pas de quoi payer les frais du transport pour rentrer chez lui.
Une étoile est née
L’animation des fêtes de mariage à Constantine avait fait un début de notoriété populaire pour Aziz, désormais sollicité de partout. Aziz répondait à toutes les demandes. Il ne voulait décevoir personne. C’est lors d’une fête de mariage à la cité Sakiet Sidi Youcef (ex-La BUM), que des invités venus de Skikda l’avaient remarqué. Plus tard, il sera invité à y animer des fêtes. Ce sera le début d’une longue histoire d’amour avec cette ville. Aziz sera adopté comme un enfant chéri. Il sera gâté et adulé. Depuis, il n’a jamais cessé d’y faire des va-et-vient jusqu’aux derniers jours de sa vie.
Trois jours avant son assassinat, il y avait animé sa dernière soirée. Pour l’histoire, c’est à Skikda que Aziz est monté pour la première sur scène lors d’une mémorable soirée de gala au profit des étudiants. Avec les années, Aziz commence à s’affirmer. Il lui manquait ce déclic qui le propulsera vers la réussite.  Comme pour tout artiste amateur, les débuts de Cheb Aziz ont été très difficiles. Ses deux premières cassettes enregistrées chez un éditeur à Batna n’ont pas eu le succès escompté. Il a fallu attendre le début des années 1990, pour voir Aziz percer avec une chanson qui aura un énorme succès : Lehwa oua drara.
Rendez-vous avec les succès
Aziz fera long feu en interprétant en arabe le style chaoui, auquel il donnera un nouveau cachet et une nouvelle portée. Il a réussi à populariser et faire apprécier ce genre musical auprès du public algérien, alors qu’il était strictement limité dans certaines régions de l’Est algérien. Le succès suivra en 1993 avec la chanson El Mesrara, qui a décroché le premier prix de la chanson maghrébine. Aziz passe à la radio et à la télévision.
Le grand public le découvre grâce aux émissions télévisées «Layali El Djazaïr» et «Bled Music», animées par Djallal Chandali. Cheb Aziz a commencé à se frayer un chemin dans un espace musical dominé par les vedettes du raï. Mais son plus grand boom a été incontestablement le clip Yal Djemala, avec lequel il crève l’écran. Les tubes se suivent et les succès. Aynik mlah, Yama lgued lgued, Lala Nouara, Ya babour  et  Rouhi Beslama  sont des chansons que le public a aimées et adoptées. Parallèlement à une expérience dans le film  Le château des vampires, du réalisateur Ali Aissaoui, Aziz enchaîne les succès avec les titres Ghzali, Choufou Ya ness, Bent bladi, Narek ya bounarine.
Aziz a puisé du répertoire chaoui, mais il a chanté aussi les genres sraoui, moderne et constantinois. Durant sa courte carrière, il avait rivalisé avec les grands artistes et s’est fait une place à une époque marquée par une rude concurrence. Il a offert à son public des moments de bonheur inoubliables, en chantant l’amour, la fraternité, la tolérance et l’espoir, malgré la menace terroriste. En 1994 Aziz épouse Selma, une jeune chanteuse montante. De cette union naîtra leur fille Manel, le 21 décembre de la même année.
Aziz est parti à l’âge de 28 ans au moment où il était en pleine ascension. Il aurait pu faire une grande carrière, mais le destin en a décidé autrement. Aziz a été le troisième chanteur assassiné en Algérie par les groupes armés intégristes, après Cheb Hasni, vedette du raï, tué à Oran en septembre 1994, suivi par Rachid Baba Ahmed, chanteur et producteur de musique raï, qui a connu le même sort le 15 février 1995. Pour tout ce qu’il a pu faire durant sa courte carrière, Cheb Aziz restera vivant dans les esprits de tous ses fans, ses amis et tous ceux qui continuent à le porter dans leur cœur.